# Lucina sombrerensis
Lucina sombrerensis är en musselart som beskrevs av Dall 1886. Lucina sombrerensis ingår i släktet Lucina och familjen Lucinidae. Inga underarter finns listade i Catalogue of Life.